# 費格森·簡金斯
費格森·亞瑟·「費吉」·簡金斯（英語：Ferguson Arthur "Fergie" Jenkins，1942年12月13日—），為美國職棒大聯盟的投手。生涯曾效力過費城人、小熊、遊騎兵與紅襪等隊。
費格森待在小熊隊的期間最長，他三度入選明星賽都是在小熊隊時期入選。他也是小熊隊史首位以及第一位贏得賽揚獎的加拿大投手。他生涯一共有7個球季拿下單季20勝，其中他在小熊隊就連續6年達成此紀錄。而他生涯也以3192次三振進入3000三振俱樂部。
1967年至1969年，簡金斯曾在哈林籃球隊打球。他在大聯盟退休後曾到小聯盟繼續打了兩個球季。1991年，簡金斯入選名人堂，成為第一位達成此創舉的加拿大人。

## 職業生涯

### 生涯早期
1962年，年僅20歲的簡金斯被費城人隊球探Tony Lucadello簽下。1965年，22歲的簡金斯以後援投手身分登上大聯盟。1966年季中，簡金斯、Adolfo Phillips與John Herrnstein被費城人交易至小熊，換來Larry Jackson與Bob Buhl。1967年，簡金斯就拿下了20勝，防禦率僅2.80，並送出236次三振。該年他不僅首度入選明星賽，而且還拿下賽揚獎第二名。
隔年簡金斯表現更加進化，他拿下20勝15敗，防禦率降至2.63，並送出260次三振。當年小熊隊的主場瑞格利球場可說是一座隊打者極為有利的球場，簡金斯能在25歲前就達成連兩季20勝實屬不易。這也讓他的名氣開始慢慢上升。

### 1971年
1971年可說是簡金斯職業生涯中表現最出色的一年。他在開幕戰面對紅雀就先投出10局完投勝。他在7月份拿下6勝1敗，防禦率2.14，送出49次三振，並拿下國聯單月最佳投手。
該年球季，簡金斯先發39場比賽完成30次完投，拿下24勝13敗，送出263次三振。該年他第二度入選明星賽，並在MVP票選上拿下第7名。此外，他在打擊上還敲出6支全壘打與20分打點。
最後簡金斯順利拿下賽揚獎，成為小熊隊史首位賽揚獎得主，也是加拿大籍歷史第一人。

### 生涯後期
1972年，簡金斯達成連續6個球季拿下單季至少20勝的創舉。不過他也開始對棒球比賽感到厭煩。1973年，他只拿下14勝16敗，終止了連續球季單季20勝的紀錄。
1973年，小熊隊把簡金斯交易至遊騎兵隊。當時遊騎兵總教練比利·馬丁非常喜愛這名球員，而他也不負眾望拿下個人單季新高的25勝，至今仍是遊騎兵隊史單季最多勝紀錄。最後他在賽揚獎票選上惜敗給凱特費許·杭特，不過他卻在MVP票選上贏過杭特。最後他也贏得了美聯東山再起獎。
1980年5月23日，簡金斯拿下生涯250勝。不過那年他在多倫多機場安檢被海關搜出身上帶有3公克的可卡因、2.2公克的哈希什與1.75公克的大麻。9月8日，大聯盟主席Bowie Kuhn宣布簡金斯無限期禁賽。不過這項禁賽規定只過了2週就解除了，原因是因為部分證據不足無法判處簡金斯有罪。這也導致簡金斯不用受到大聯盟的禁令約束，後來他一路打球到1983年退休。這起事件也讓他入選名人堂的時間被往後延遲。

## 生涯投球數據
| 勝  | 敗  | 防禦率 | 出賽場次 | 先發場次 | 完投 | 完封 | 救援成功 | 投球局數 | 安打 | 自責分 | 被全壘打 | 保送 | 奪三振 | 暴投 | 觸身球 |
| --- | --- | ------ | -------- | -------- | ---- | ---- | -------- | -------- | ---- | ------ | -------- | ---- | ------ | ---- | ------ |
| 284 | 226 | 3.34   | 664      | 594      | 267  | 49   | 7        | 4500.2   | 4142 | 1669   | 484      | 997  | 3192   | 62   | 84     |

## 紀念
簡金斯生涯拿下2次勝投王、1次三振王。並在1967年至1972年間都拿下單季超過20勝。
而他也是大聯盟第一位生涯達成3000次三振，但保送不超過1000次的投手。另外三名達成此紀錄的球員分別是葛瑞格·麥達克斯、柯特·席林與佩卓·馬丁尼茲。
打擊方面，簡金斯也有1成65的打擊率，並敲出13轟、85分打點與獲得41次四壞球保送。生涯守備率則是9成54。

### 榮譽與獎項

2009年，小熊隊將簡金斯的31號球衣退休。

1987年，簡金斯入選加拿大棒球名人堂。1991年，簡金斯成為第一位入選大聯盟名人堂的加拿大人。他也受邀至該年的明星賽進行開球。1995年，他入選安大略運動名人堂。2004年，他入選遊騎兵隊的名人堂。
1979年12月7日，簡金斯被認為是最有名的加拿大棒球員，因此他獲得了加拿大勳章。  2009年5月3日，小熊隊宣布將簡金斯與葛瑞格·麥達克斯穿過的31號球衣永久退休。

## 外部連結
- 球員資訊和成績在MLB，ESPN，Baseball-Reference，Fangraphs（英文）
- 費格森·簡金斯在台灣棒球維基館上的頁面（繁體中文）